# Agrotechnika

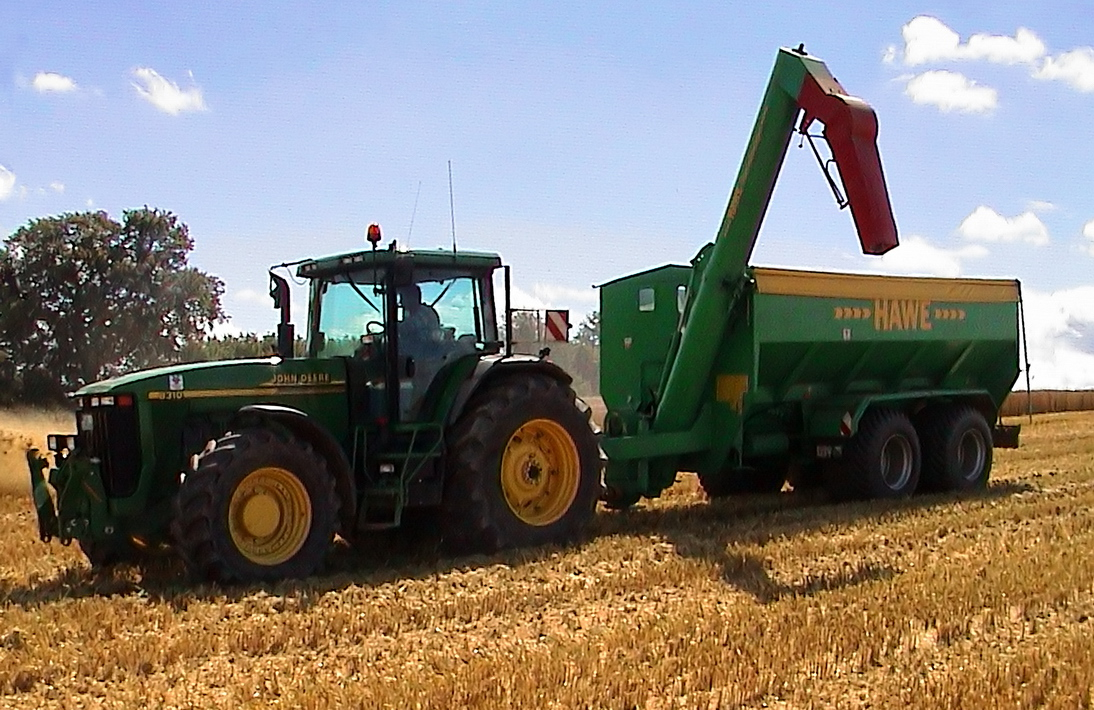
Zmechanizowany zbiór plonów

Agrotechnika – w rolnictwie terminem tym określany jest zespół metod i działań stosowanych przy uprawie gleby i roślin w celu zapewnienia wysokich i dobrej jakości plonów. Agrotechnika to też dziedzina nauki zajmująca się opracowywaniem i doskonaleniem tych zabiegów.
W skład czynności prowadzonych podczas uprawy roli i roślin, które mają na celu zwiększenie ilości i jakości zbiorów działań, wchodzą m.in.:
- przygotowanie gleby,
- nawożenie,
- siew i sadzenie,
- nawadnianie,
- zabiegi pielęgnacyjne,
- ochrona przed chorobami i szkodnikami,
- zbiór i przechowywanie plonów[1].

Odpowiednio dobrane i skutecznie stosowane metody agrotechniczne pozwalają nie tylko uzyskać lepsze plony, ale również poprawiają żyzność gleby. Efektywność upraw zależy od warunków siedliskowych, które wpływają na procesy fizjologiczne w roślinach. W mniej intensywnym rolnictwie nawet niewielka poprawa warunków wzrostu może znacząco zwiększyć plony, natomiast w gospodarstwach o wysokim poziomie produkcji dalszy wzrost wydajności staje się coraz trudniejszy. Znaczenie ma także właściwy termin wykonywania zabiegów, uzależniony w dużej mierze od pogody.